# Sisicottus
Sisicottus és un gènere d'aranyes araneomorfes de la subfamília dels erigonins, dins de la família Linyphiidae. Es poden trobar a la zona neàrtica ( Rússia, els Estats Units, Canadà) i una espècie (Sisicottus panopeus) a les illes Kurils. Fou descrit per primera vegada per S. C. Bishop i C. R. Crosby l'any 1938.
Poden trobar-se a la molsa i la fullaraca dels boscos de coníferes.

## Llista d'espècies
Segons The World Spider Catalog 12.0:
- Sisicottus aenigmaticus Miller, 1999
- Sisicottus crossoclavis Miller, 1999
- Sisicottus cynthiae Miller, 1999
- Sisicottus montanus (Emerton, 1882) (Espècie tipus)
- Sisicottus montigenus Bishop & Crosby, 1938
- Sisicottus nesides (Chamberlin, 1921)
- Sisicottus orites (Chamberlin, 1919)
- Sisicottus panopeus Miller, 1999
- Sisicottus quoylei Miller, 1999